# Helmut Duckadam
Helmut Robert Duckadam (Semlac, 1 de abril de 1959 – Bucareste, 2 de dezembro de 2024) foi um futebolista romeno que atuou como goleiro. Ganhou notoriedade internacional ao se destacar na final da Copa dos Clubes Campeões Europeus de 1985–86, quando defendeu quatro cobranças consecutivas na disputa por pênaltis contra o Barcelona, garantindo o título inédito para o Steaua Bucareste. Seu feito é considerado um dos mais notáveis da história das competições europeias de clubes.

## Carreira
Duckadam começou a carreira no modesto Arat, por onde atuou entre 1978 e 1982. Em seguida foi contratado pelo Steaua Bucareste. Já pela Seleção Romena, atuou em apenas duas partidas.
Estudante de engenharia, tornou-se célebre por ter defendido todos os pênaltis cobrados na final da Copa dos Clubes Campeões Europeus (atual Liga dos Campeões) de 1986, onde o Steaua — time patrocinado pelo Ministério da Defesa romeno — bateu o Barcelona.
Logo depois da partida, que acabaria sendo a sua última como profissional, o jogador sofreu uma trombose que deixou parcialmente paralisado o lado direito do seu corpo. Tinha 27 anos.

## Morte
Helmut Duckadam morreu no dia 2 de dezembro de 2024, aos 65 anos, vítima de um infarto.

## Títulos
Steaua Bucareste
- Campeonato Romeno: 1984–85 e 1985–86
- Copa da Romênia: 1984–85
- Copa dos Clubes Campeões Europeus: 1985–86